# Josef Latzel
Philipp Josef Latzel (8. prosince 1813 Skorošice – 5. ledna 1896 Javorník) byl slezský a rakouský průmyslník a politik německé národnosti, během revolučního roku 1848 poslanec rakouského Říšského sněmu.

## Biografie

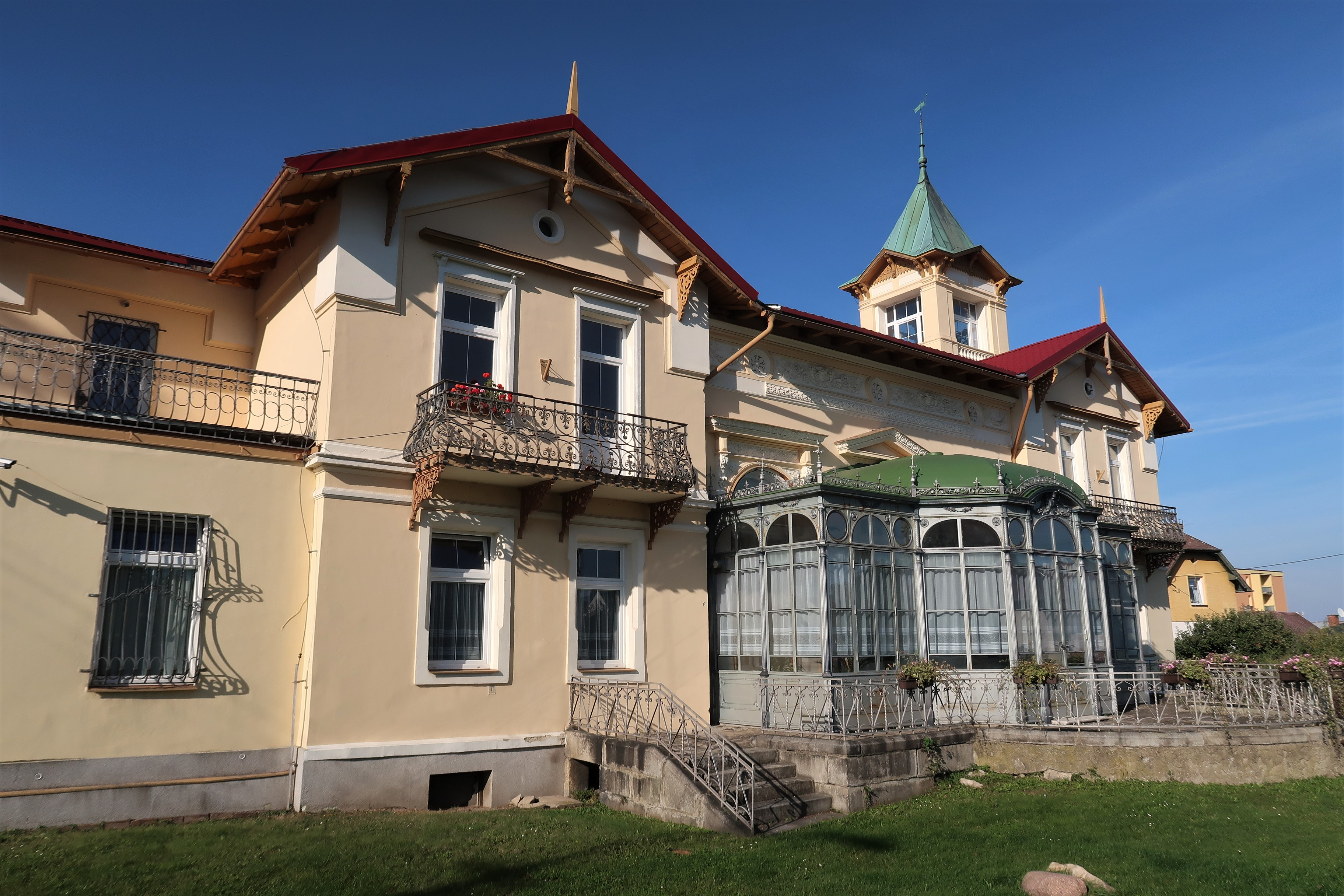
Latzelova vila v Javorníku (dnes knihovna)

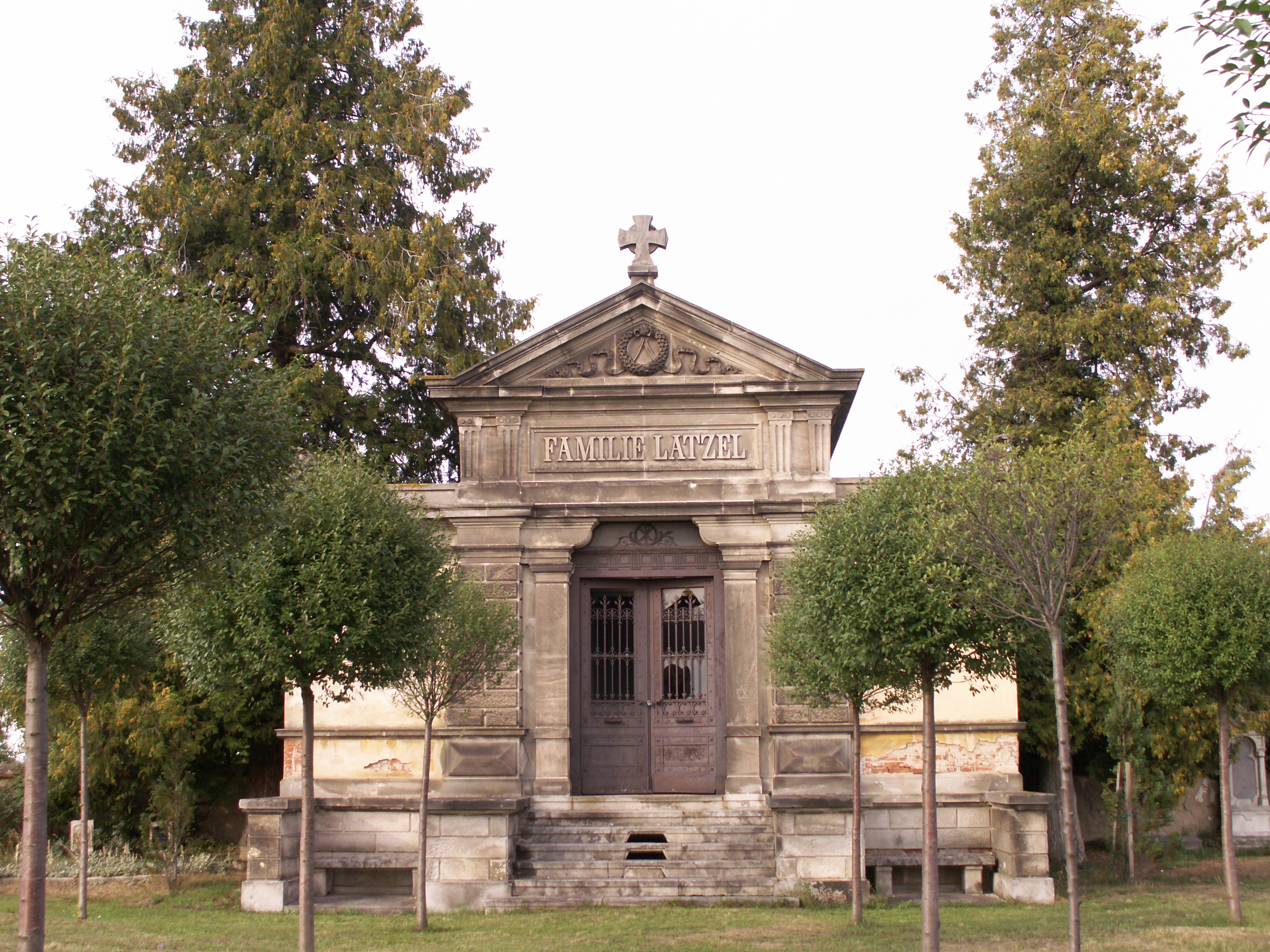
Rodinná hrobka na hřbitově v Bernarticích

Profesně působil jako průmyslový podnikatel v cukrovarnictví a politik. Od roku 1836 vlastnil statek ve slezských Bernarticích. Šlo o fojtství se statkem. Obec se nacházela v úrodné části Slezska a Latzel zde rozvinul úspěšně agrární velkopodnikání. Přímo v Bernarticích vznikl roku 1840 lihovar.
V Horních Bernarticích (již na pruské straně hranice) založil cukrovar. Působil jako obchodník s přízí v rodných Skorošicích. V roce 1844 získal fojtství a statek v Tomíkovicích. Ještě před rokem 1848 zřídil v Tomíkovicích v době odbytové krize textilního průmyslu první tzv. přadláckou školu, která fungovala jako centrum pro výuku předení pro venkovské obyvatelstvo. Podle jiného zdroje ale hlavní iniciativu ve vzniku přadláckých kurzů měl jeho bratr Ernst Latzel (1809–1855), byť Josef na svém statku v Bernarticích tato školení rovněž nabízel.
Během revolučního roku 1848 se zapojil do politického dění. V celostátních volbách roku 1848 byl zvolen na rakouský ústavodárný Říšský sněm. Zastupoval volební obvod Vidnava. Uvádí se jako statkář. Patřil ke sněmovní levici.
Roku 1867 se podílel na vzniku Zemědělsko–lesnického spolku pro severozápadní Slezsko se sídlem ve Vidnavě. Koncem 19. století ještě v závěru svého života inicioval výstavbu železniční tratě Lipová Lázně – Javorník ve Slezsku.
V podnikání mu pomáhal mladší bratr Anton Cajetan Latzel.